# Reason (tidskrift)
Reason är en av de ledande libertarianska månatliga tidskrifterna i USA. Tidskriften grundades 1968 av Lanny Friedlander och utges av Reason Foundation (stiftelsen bildad 1978). Reasons valspråk är "free minds and free markets" ('fria sinnen och fria marknader'). Reason Foundation finns i Los Angeles i Kalifornien, medan tidningsredaktionen till största delen är baserad i Washington D.C.
1995 startades tidningens webbplattform Reason.com. 2007 lanserades Reason.tv, en Youtube-kanal där man publicerar audiovisuellt material.
2016 noterades tidningens upplaga till cirka 50 000 (tryckt och digital upplaga). Samtidigt hade tidningens webbplats på Reason.com cirka 2,5 miljoner unika besökare per månad.
Matt Welch var Reasons chefredaktör mellan 2008 och 2016. Det året tillträdde Katherine Mangu-Ward som ny chefredaktör.

## Chefredaktörer (urval)
- Larry Friedlander (1968–1970)
- Marty Zupan (–1989)
- Virginia Postrel (1989–2000[4])
- Nick Gillespie (2000–2008[5])
- Matt Welch (2008–2016)
- Katherine Mangu-Ward (2016–[3])